# Andreas Musculus
Andreas Musculus, de son nom Andreas Meusel, est un théologien luthérien et réformateur protestant saxon, né à Schneeberg le 29 novembre 1514, et mort à Francfort-sur-l'Oder le 29 septembre 1581 . Le nom Musculus est une forme latinisée de Meusel.

## Biographie
Andreas Musculus est le fils d'Hans Meusel (1488- ). Il est généralement appelé seulement Musculus. Il a fait ses études à Leipzig et Wittenberg. Il est devenu professeur à l'université de Francfort-sur-Oder. En tant que théologien, il est un gnésio-luthérien et un polémiste contre l'Intérim d'Augsbourg, Andreas Osiander l'Ancien, Francesco Stancaro, Philippe Melanchthon et Jean Calvin.
Musculus a été un des rédacteurs de la Formule de Concorde. Il est aussi un des défenseurs les plus remarquables de l'adoration eucharistique au début du luthéranisme. Son travail principal sur ce sujet est Propositiones de vera, reali et substantiali praesentia, Corporis & Sanguinis IESU Christi à Sacramento Altaris, Francofordiae ad Oderam, 1573 (thèse IX: An adoratio Christi praesentis in coena sit approbanda). Il a également édité des livres de prière avec les hymnes classiques pour l'adoration du sacrement, par exemple, dans ses Precationes ex veteribus orthodoxis comprennent Lauda Sion et Pange lingua.
Il est mort à Francfort-sur-l'Oder.

## Sources
- (en) Cet article est partiellement ou en totalité issu de l’article de Wikipédia en anglais intitulé « Andreas Musculus » (voir la liste des auteurs).